# كيث روبرتسون (كاتب)
كيث روبرتسون (بالإنجليزية: Keith Robertson)‏ (9 مايو 1914، دوس في الولايات المتحدة - 23 سبتمبر 1991 في الولايات المتحدة)؛ كاتِب مُتخصِّص في أدب الأطفال، ضابط وروائي أمريكي.